# Phobia (álbum de The Kinks)
Phobia, publicado en 1993, es el vigesimotercer y último álbum de estudio de la banda de rock británica The Kinks, previo a su separación tres años después, en 1996. 

## Lista de canciones
- Todas las canciones de Ray Davies, excepto cuando se indique.

1. "Opening" – 0:38
2. "Wall of Fire" – 5:01
3. "Drift Away" – 5:05
4. "Still Searching" – 4:52
5. "Phobia" – 5:16
6. "Only a Dream" – 5:04
7. "Don't" – 4:36
8. "Babies" – 4:47
9. "Over the Edge" – 4:20
10. "Surviving" – 6:00
11. "It's Alright (Don't Think About It)" (Dave Davies) – 3:34
12. "Informer" – 4:03
13. "Hatred (A Duet)" – 6:06
14. "Somebody Stole My Car" – 4:04
15. "Close to the Wire" (Dave Davies) – 4:01
16. "Scattered" – 4:11
17. "Did Ya" (canción extra - solo en Japón) – 4:32